# Gustavo Lombardi
Gustavo Adrián Lombardi (Rosario, 10 settembre 1975) è un ex calciatore argentino, di ruolo difensore.

## Palmarès

### Club

#### Competizioni nazionali
- Campionato argentino: 5

River Plate: Apertura 1994, Apertura 1996, Clausura 1997, Apertura 1999, Clausura 2000

#### Competizioni internazionali
- Coppa Libertadores: 1

River Plate: 1996

### Nazionale
- Campionato mondiale Under-20: 1

Qatar 1995